# Rakshasa

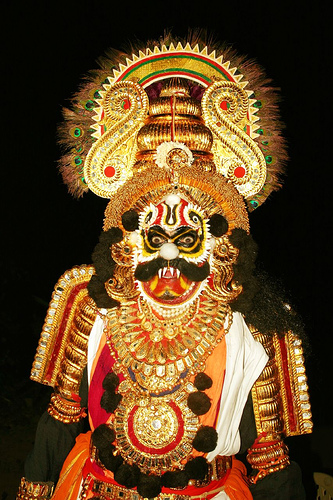
Râkshasa dans un spectacle au Karnataka.

Sculpture de Rakshasa à Candi Sewu près de Yogyakarta. Un des énormes démons de pierre qui protégeaient le temple des mauvais esprits.

Les Rakshasas (IAST: Rākṣasa) sont des démons de la mythologie hindoue. Ils habitent le royaume de Danda.

## Présentation
Selon le Rāmāyaṇa, les Rākshasas ont été créés à partir du pied de Brahmā (un des dieux de la Trimūrti). 
On peut lire dans d’autres sources qu’ils sont fils du sage Pulastya ou de Khassan, ou encore de Nirritî. 
Les Rakshasas, à la morphologie multiforme, sont réputés pour leur capacité à perturber les rituels, les tombes, harceler les prêtres, posséder des êtres humains. Abrités dans leur citadelle de Lanka (actuel Sri Lanka), ils obéissent aux ordres de leur roi Rāvana. 
Leurs ongles sont venimeux et ils aiment consommer la chair humaine et les nourritures en putréfaction. 
Au Népal, contrairement à l'Inde en général, les Rākshasas sont perçus comme des entités bienfaitrices. On peut en voir représentés sur les murs des maisons, et le fait d'en porter ou d'en exposer est considéré comme une protection. D'ailleurs, la racine étymologique de leur nom est raksh, c’est-à-dire garder.

## Bouddhisme
De nombreux Rakshasas apparaissent dans les écritures bouddhistes. Dans la tradition chinoise, les Rakshasa sont connus sous le nom de luosha (羅刹/罗刹). Au Japon, ils sont connus sous le nom de rasetsu (羅刹).
Le chapitre 26 du Sūtra du Lotus contient un dialogue entre le Bouddha et un groupe de filles rakshasa, qui jurent de respecter et de protéger ce sutra. Elles enseignent aussi des dhāraṇīs magiques pour protéger les disciples qui respectent le sutra.